# Teofil Kotykiewicz

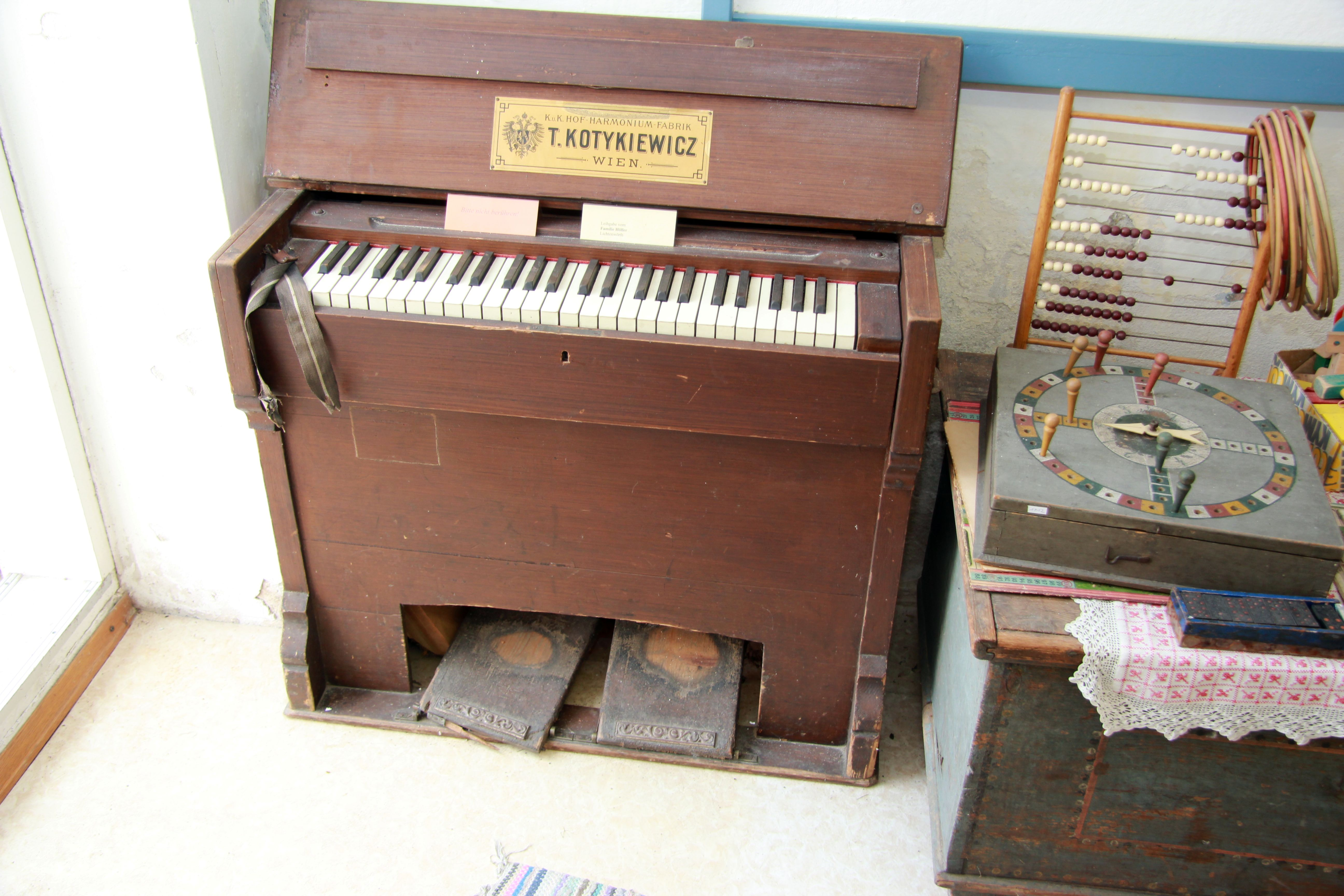
Hamonium Teofil Kotykiewicz (Industrieviertel-Museum, Wiener Neustadt, Rakousko)

Teofil Kotykiewicz (27. dubna 1849, Polsko? – 19. února 1920, Vídeň) byl vídeňský stavitel varhan a harmonií v druhé polovině 19. a začátku 20. století. Jím vedená továrna produkovala jedny z nejlepších nástrojů nejen v Rakousko-Uhersku a posléze v Republice Rakousko, ale v i celé Evropě. Tyto byly oceněny mnoha medailemi z řemeslných výstav a vysoce ceněny samotnými umělci.
Kotykiewicz je původem Polák a o jeho mládí není nic známo. Sňatkem s dcerou vídeňského stavitele varhan a harmonií Petera Titze (1823, Rokytnice v Čechách – 6. února 1873, Vídeň) se stal společníkem v jeho firmě na výrobu varhan a harmonií, kterou Titz založil v roce 1852. V roce 1873 Titz zemřel a firmu místo něho vedla jeho vdova Anastasja. Ale v roce 1878 ji plně převzal Kotykiewicz. Jak dílna tak sklad se nacházely na Straußengasse 18 ve Vídni. Výrobky byly natolik kvalitní, že firma se mohla pyšnit označením K. u. K. Hof-Harmonium Fabrik.